# 馬場風暴
《馬場風暴》（英語：Horse）是一部1978年由張浩執導香港電影，敍述有關以往所提及犯罪類電影而製，故事改編自「1960年代末發生之真實毒馬案」，主要演員有董驃、韓國材、劉志榮、林建明、唐菁、羅浩楷、黃占士、金帝等。

## 劇情
阿前 (黃占士) 甚受商人兼大馬主鄔老闆 (劉志榮) 賞識和信任，他指示練馬師餵軟料，令阿才 (莫家駒) 的座騎『風雷電』跑不出水準，並從才取回鄔愛駒『火星一號』的策騎權。才知道後心心不忿，與阿權（董驃）等人討論對策, 權於是把蒜頭放進『火星一號』的膀胱內，使其因尿道受刺激而感到痕癢及持續排尿， 結果未能勝出, 其後鄔另一愛駒『金皇冠』亦大熱倒灶, 鄔大怒，與助手 (羅浩階) 研究敗因, 忽然想起才曾對他說『火星一號』狀態欠佳， 懷疑才知道內情，遂找才理論，才表示有馬房員工做了手腳導致兩駒落敗。鄔不但沒有責備才，還出錢僱用他為自己服務，冀收復失地。阿權為馬房中人, 素來頭腦精明曉轉彎, 但經濟緊拮, 沒錢結婚, 同居女友 (林建明) 要做交際花賺取生活費,  為了糊口及出氣, 他聯同才 , 化名白粉仔的馬伕董沾勳 (韓國才) 及阿庭 (羅石青) 等為鄔老闆串謀造馬, 在馬匹的飼料中加入興奮劑或瀉藥，使其狀態提升或下降, 更從德國購入藥物以逃避追查。馬會得悉事件後立刻報警，彭督察 (陳欣健) 接手調查, 馬會按其建議在馬房內安裝閉路電視監察以找出元兇, 白粉仔遂收買保安員超叔 (吳回), 協助其進入馬房下手。起初鄔老闆捷報頻傳，但後來愛駒『醒目』卻中毒身亡, 致使其與集團分裂。為免事件影響公司聲譽，鄔老闆買了機票給才往澳洲, 滿以為可逍遙法外之際，警方突然改變策略，解散先前成立的專案小組, 圖引蛇出洞。數月後才見港警沒有動靜，毅然返港向鄔索取酬金，鄔拒絕支付，並指才主導一切毒馬勾當。才欲出賽，權答允提供座騎『金寶』, 惟實力較弱。 為增加勝算，才提議對所有對手下毒，惟此時警方已鎖定才是主謀，並成功說服庭轉任特赦證人指證同黨。彭督察帶隊到鄔老闆住所將他拘捕, 白粉仔再進入馬房下手時被警員發現，當場人贓並獲, 才與權聞訊後匆匆逃走, 惟在機場被警方截獲, 毒馬集團終被瓦解。
本片展示了多種造馬方式，除餵軟料及利用蒜頭刺激馬匹的排泄系統外，還有直接餵食興奮劑與毒藥、將藥物混入飼料給馬匹進食及用鐵鏈或皮帶把馬匹的舌頭紮起以減慢其速度。

## 主要演員
| 角色            | 演員                    | 原型 （页面存档备份，存于）   |
| 朱國權          | 董驃                    | 張勇華                        |
| 董沾勳 (白粉仔) | 韓國材                  | 秦禮權                        |
| 權女友/妻子     | 林建明                  |                               |
| 鄔老闆          | 劉志榮                  | 林旺輝 案中主腦               |
| 鄔助手          | 羅浩楷                  |                               |
| 庭              | 羅石青 粵語配音：林保全 | 王登平 香港練馬師 (1981-2003) |
| 才              | 莫家駒 粵語配音：源家祥 | 彭利來 案中主腦               |
| 前              | 黃占士                  | 鄭棣池/郭子猷 香港冠軍騎師    |
| 彭督察          | 陳欣健                  | 李洛夫 反黑組督察             |
| 探員            | 關偉倫                  |                               |
| 汪老闆          | 唐菁                    |                               |
| 汪助手          | 金帝                    |                               |
| 馬評人          | 盧遠 熊良錫 (聲演)      |                               |
| 馬房保安員超叔  | 吳回                    |                               |
| 探員            | 劉丹                    |                               |

## 製作和拍攝
該片由雷鳴（國際）電影貿易公司拍攝，於1977年12月初至1978年1月初在香港和新加坡進行拍攝，由於跑馬地馬場看台於賽馬日經常爆滿, 沒有足夠空間供拍攝之用，沙田馬場亦未啟用，攝製隊於是遠赴新加坡武吉知馬馬場 (已於1999年關閉, 由克蘭芝馬場代替, 原址重建成現在的Turf City) 取景。其他拍攝場地包括香港警務處轄下之警署及由均輝集團有限公司旗下貨倉改建而成之馬房等。